# 다보르 블라슈코바츠
다보르 블라슈코바츠(보스니아어: Davor Vlaškovac, 1967년 7월 22일~)는 보스니아 헤르체고비나의 전직 유도 선수이다. 1996년 하계 올림픽에 참가했으며 유럽 선수권 대회에서 동메달 1개를 획득했다.